# Кеніапітек
Кеніапітек (Kenyapithecus)  — «кенійська мавпа», що жила в Африці 14  мільйонів років тому. Відомий один вид — Kenyapithecus wickeri Leakey, 1962 (KNM-FT 28, 46, 47, Форт Тернан). Раніше, виділявся ще один вид кеніапітека, давніший (15 мільйонів) і менш спеціалізований, — Kenyapithecus africanus, 1993 (KNM-TM 28860), але тепер його відносять або до роду Грифопітек (Griphopithecus africanus), або до роду Екваторіус (Equatorius africanus).